# Стецюк Вадим Борисович
Вади́м Бори́сович Стецю́к (1 червня 1982, м. Кам'янець-Подільський, Хмельницька область — 29 листопада 2022) — український історик, педагог, військовослужбовець Збройних сил України, учасник російсько-української війни.

## Життєпис
Вадим Стецюк народився 1 червня 1982 року в місті Кам'янці-Подільському на Хмельниччині.
Навчався у Кам'янець-Подільській загальноосвітній школі № 2 (1998, закінчив екстерном), на історичному факультеті в Кам'янець-Подільському державному університеті (2003). Після закінчення університету вступив до аспірантури КПДУ.
Був учителем історії Кам'янець-Подільської спеціалізованої загальноосвітньої школи № 5 (2003—2009). Від вересня 2006 року працював асистентом (2006), старшим викладачем (2010), доцентом (2012) на катедрі історії України Кам'янець-Подільського національного університету імені Івана Огієнка.
Науковий співробітник Кам'янець-Подільського державного історичного музею-заповідника.

### Наукова діяльність
У квітні 2009 року у спеціалізованій вченій раді при Чернівецькому національному університеті імені Юрія Федьковича захистив кандидатську дисертацію на тему «Земства Правобережної України в період Української національно-демократичної революції 1917—1920 рр.».
У 2018—2020 роках перебував у докторантурі при катедрі історії України КПНУ імені Івана Огієнка. Не завершив докторську дисертацію на тему ролі імперської армії в суспільних трансформаціях у Правобережній Україні в 1874—1914 рр.

## Доробок
Автор понад 120 наукових публікацій.
Монографії, книги:
- О. Завальнюк. Минуле і сучасне Кам'янця-Подільського: політики, військові, підприємці, діячі освіти, науки, культури й медицини: Історичні нариси / О. М. Завальнюк, О. Б. Комарніцький, В. Б. Стецюк. — Кам'янець-Подільський: Аксіома, 2007. — Вип. 2. — 452 с.
- В. Стецюк. Факультет української філології та журналістики Кам'янець-Подільського національного університету / В. Б. Стецюк, Ю. О. Маркітантов. — Кам'янець-Подільський: Аксіома, 2008. — 120 с.
- О. Завальнюк. Земства Поділля в добу Української революції 1917—1920 рр. / О. М. Завальнюк, В. Б. Стецюк. — Кам'янець-Подільський: Аксіома, 2009. — 220 с.